# Араван (С. Юсуповський аїльний округ)
Араван - селище, адміністративний центр Араванського району Ошської області Киргизстану. Розташований на Великому шовковому шляху.
Спеціалізація - харчова, легка та борошномельна промисловість. Більшість населення є мусульманами.
До кордону з Узбекистаном – 5 км. Оточений сільськогосподарськими угіддями. Серед археологів Араван відомий своїми стародавніми наскальними малюнками, що зображають знаменитих коней Ферганської долини.

## Небесні коні стародавньої Фергани
Селище Араван, розташоване поряд зі столицею півдня Киргизстану містом Ош, відоме наскальними малюнками, що зафіксували «небесні коні» Ферганської долини, яких вважають предками кращих порід азійських іноходців.
Руїни стародавнього городища, що знаходяться неподалік Аравана в Ошській області Киргизстану, деякі дослідники вважають залишками однієї зі столиць Даюані.
У навколишніх горах існує безліч наскельних зображень свійських тварин, які цілком відповідають опису легендарних «небесних коней».

## Масив Тоо-Моюн
Масив Туя-Моюн відомий рудним і нерудним низькотемпературним та гідротермальним палеокарстом. Річка Араван прорізає масив у центральній частині, утворюючи вузький Каньйон Данги глибиною близько 300 м.

## Печера Чиль-Устун
Печера Чиль-Устун знаходиться у міжріччі Аравана та Ак-Буури, у невеликому гірському масиві карстової породи біля піонерського табору Чарбак.
Вони складені з осадових порід палеозойського періоду (вік - 350 млн років). Вершина гори Чиль-Устун піднімається над долиною на 425 метрів.
Печера Чиль-Устун має довжину 380 метрів і складається з трьох просторих залів, з'єднаних вузькими коридорами. Дуже вражає третій зал, довжина якого більше 100 м, висота - більше 20 м, а ширина окремих ділянок досягає 50 м. Зал підпирають блискучі від вологи і світла колони. Стіни обвішані кристалами та кам'яними мереживами.

## Каньйон Данги
Він представлений тріщинами, розширеними розчиненням та невеликими нішами. Великі підземні форми представлені п'ятьма печерами:
- Аджіадар-Ункур (печера дракона)
- Велика Баритова
- Сюрприз
- Печера Ферсмана
- Чон-Чункур

## Футбольний клуб «Ак-Жол»
Футбольна команда міста Аравана називалася "Ак-Жол". Клуб вибув з-поміж учасників Вищої ліги Киргизстану через політичні заворушення у квітні 2010 року.
Найкращим досягненням місцевої команди став вихід до півфіналу Кубка незалежності Киргизстану у 2005 році.

## Пам'ятники
- Літак-пам'ятник МіГ-21. Присвячений учасникам бойових дій у Баткенській області, які билися проти бандформувань (1999-2000 роки). Відкрито 20 травня 2013 року;
- Танк-пам'ятник Т-34-85